# Roberto Manrique
Roberto José Manrique Miranda (ur. 23 kwietnia 1979 w Guayaquil) – ekwadorski aktor telewizyjny i model.

## Życiorys
Urodził się w Guayaquil, w prowincji Guayas, w zachodnim Ekwadorze jako najmłodszy z piątki dzieci  Menchy Mirandy (z domu Mencha), pedagoga, i Xaviera Manrique, kardiologa. Uczęszczał do Liceo Panamericano, gdzie brał udział w różnego rodzaju działaniach artystycznych. Następnie kontynuował naukę w tradycyjnym college'u Javier Guayaquil. Studiował projektowanie graficzne na Universidad Casa Grande w Guayaquil. 
Dorabiał jako prezenter telewizyjny w BBDO, gdzie rozpoczął swoją karierę jako obiecujący publicysta. Otrzymał nagrodę dla najbardziej kreatywnego studenta zarówno w reklamie (2000) jak i komunikacji (2002). Następnie występował w telenowelach dla sieci Telemundo w Kolumbii. Grał też w teatrze w przedstawieniach: A la sombra del volcán (2003), Venecia (2004), Pentagrama cultural (2005), Humor de Chéjov en un acto (2006), Victorinos (2009), La gata sobre el tejado caliente (2009), El Clon (2010), Herejía (2012), Confesiones del Pene (2012), Mitad y Mitad (2014) i Los hombres no mienten (2014) jako Maximiliano.
Był na okładkach magazynów takich jak „Expresiones”, „InForma Por Zayda Molina”, „Cosas”, „Informate”, „Familia” i „El Diario Vida”.

## Życie prywatne
27 sierpnia 2021 zdeklarował się w mediach jako homoseksualista i powiedział, że był w związku ze swoim obecnym chłopakiem od siedmiu lat.

## Wybrana filmografia

### telenowele
- 2007-2008: Victoria jako Sebastián Villanueva
- 2008: Doña Bárbara jako María Nieves
- 2009: Victorinos jako Victorino Manjarrés
- 2010: Pustynna miłość (El Clon) jako Alejandro „Snake” Cortes
- 2012-2013: Flor Salvaje jako Sacramento Iglesias
- 2013-2014: Marido en alquiler jako Enrique „Kike” Salinas Carrasco